# Seznam vrcholů ve Slovenském krasu
Seznam vrcholů ve Slovenském krasu zahrnuje pojmenované vrcholy s nadmořskou výškou nad 700 m. K sestavení seznamu bylo použito map dostupných na stránkách hiking.sk. Jako hranice pohoří byla uvažována hranice stejnojmenného geomorfologického celku.

## Seznam vrcholů
| #   | Vrchol                   | Výška (m) | Souřadnice                       | Podcelek           | Přístup                                            |
| --- | ------------------------ | --------- | -------------------------------- | ------------------ | -------------------------------------------------- |
| 1.  | Matesova skala           | 925       | 48°39′12″ s. š., 20°46′10″ v. d. | Horný vrch         | neznačeno                                          |
| 2.  | Vŕšok                    | 917       | 48°38′47″ s. š., 20°47′08″ v. d. | Horný vrch         | neznačeno                                          |
| 3.  | Žľab                     | 894       | 48°38′36″ s. š., 20°44′23″ v. d. | Horný vrch         | neznačeno                                          |
| 4.  | Grečov vrch              | 891       | 48°39′54″ s. š., 20°48′41″ v. d. | Zádielská planina  | neznačeno                                          |
| 5.  | Štít                     | 851       | 48°39′11″ s. š., 20°24′41″ v. d. | Plešivecká planina | neznačeno                                          |
| 6.  | Chvost                   | 851       | 48°39′28″ s. š., 20°47′24″ v. d. | Horný vrch         | neznačeno                                          |
| 7.  | Vlčí štít                | 814       | 48°38′05″ s. š., 20°25′24″ v. d. | Plešivecká planina | neznačeno                                          |
| 8.  | Drieňovec                | 804       | 48°38′22″ s. š., 20°40′34″ v. d. | Horný vrch         | neznačeno                                          |
| 9.  | Červený kopec            | 802       | 48°37′56″ s. š., 20°26′12″ v. d. | Plešivecká planina | neznačeno                                          |
| 10. | Ostrý vŕšok              | 775       | 48°36′57″ s. š., 20°24′28″ v. d. | Plešivecká planina | neznačeno                                          |
| 11. | Havrania skala           | 770       | 48°38′45″ s. š., 20°48′22″ v. d. | Horný vrch         | neznačeno                                          |
| 12. | Ďurkova skala            | 765       | 48°39′17″ s. š., 20°50′08″ v. d. | Zádielská planina  | neznačeno                                          |
| 13. | Nad Bystrianskou studňou | 760       | 48°39′05″ s. š., 20°25′51″ v. d. | Plešivecká planina | neznačeno                                          |
| 14. | Gerlašská skala          | 752       | 48°39′28″ s. š., 20°25′24″ v. d. | Plešivecká planina | modrá turistická značka · zelená turistická značka |
| 15. | Buková                   | 746       | 48°37′19″ s. š., 20°39′34″ v. d. | Horný vrch         | neznačeno                                          |
| 16. | Malý vrch                | 744       | 48°36′41″ s. š., 20°25′13″ v. d. | Plešivecká planina | neznačeno                                          |
| 17. | Hlinná                   | 738       | 48°37′33″ s. š., 20°48′27″ v. d. | Horný vrch         | neznačeno                                          |
| 18. | Železné vráta            | 737       | 48°38′35″ s. š., 20°23′54″ v. d. | Plešivecká planina | neznačeno                                          |
| 19. | Široká                   | 735       | 48°36′54″ s. š., 20°40′05″ v. d. | Horný vrch         | neznačeno                                          |
| 20. | Vysoká                   | 706       | 48°38′25″ s. š., 20°54′02″ v. d. | Jasovská planina   | neznačeno                                          |
| 21. | Šugovský vrch            | 705       | 48°39′34″ s. š., 20°53′07″ v. d. | Jasovská planina   | neznačeno                                          |